# Ripley (Oklahoma)
Ripley – miejscowość w Stanach Zjednoczonych, w stanie Oklahoma, w hrabstwie Payne.